# Ana Irene Delgado

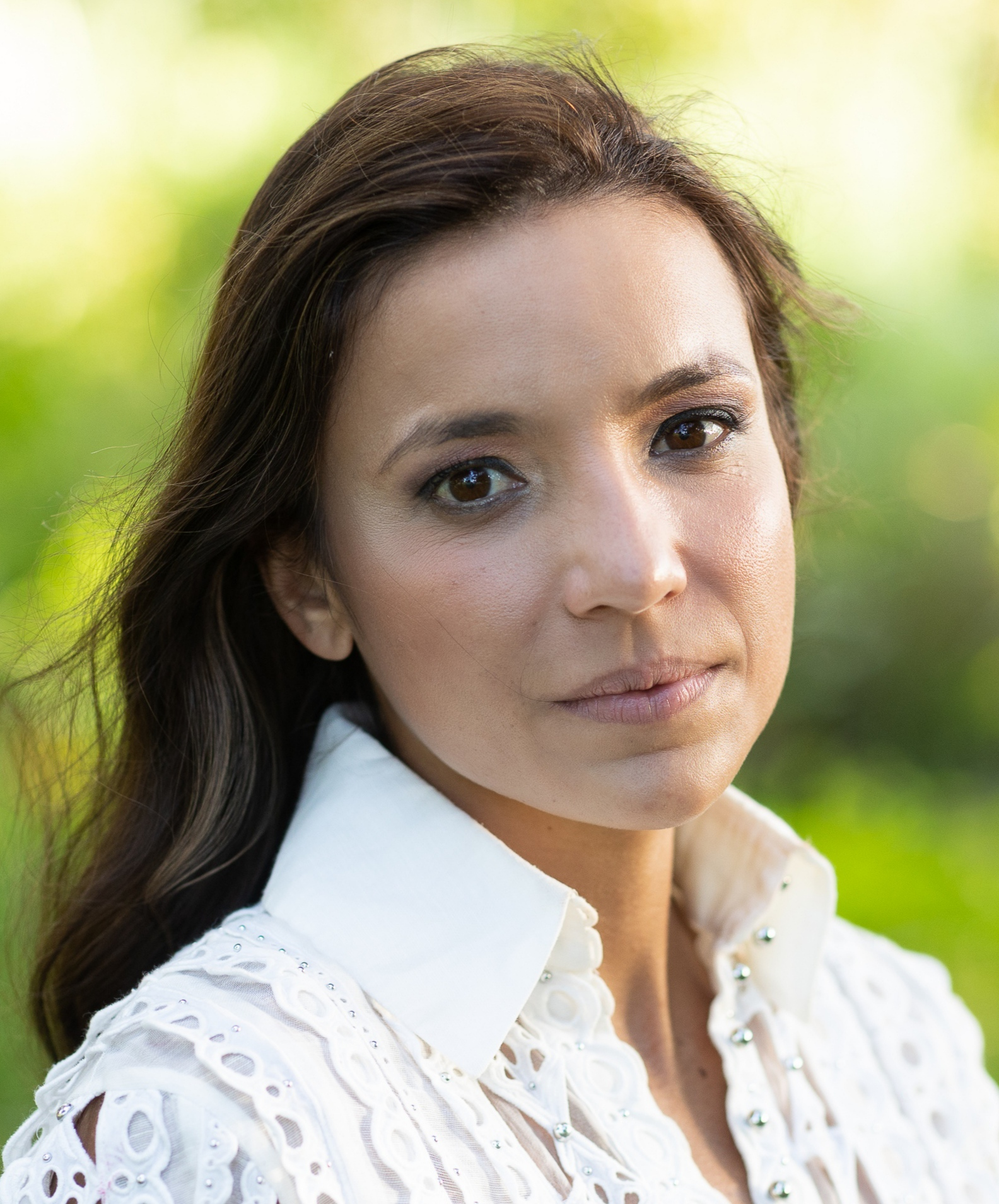
Ana Irene Delgado (2021)

Ana Irene Delgado Guerra (* 18. April 1982 in Panama-Stadt) ist eine panamaische Politikerin, Diplomatin und ehemalige Fechterin. Sie ist seit 2024 Botschafterin Panamas bei der Organisation Amerikanischer Staaten und war zuvor Abgeordnete in der Nationalversammlung von Panama.

## Leben und Wirken
Ana Irene Delgado ist die Tochter des panamaischen Politikers Hernán Delgado Quintero und dessen Ehefrau Isabel Irene Guerra de Delgado. Ab 1999 studierte sie Rechts- und Politikwissenschaften an der Universidad Católica Santa María La Antigua, wo sie 2004 als Beste ihres Jahrgangs den Bachelor-Abschluss erwarb. Im gleichen Jahr schloss sie ein parallel absolviertes Studium der Internationalen Beziehungen an der Florida State University ab. Im Jahr 2006 erwarb sie einen Master of Law an der New York University School of Law und ein Advanced Professional Certificate in Law and Business von der Stern School of Business.

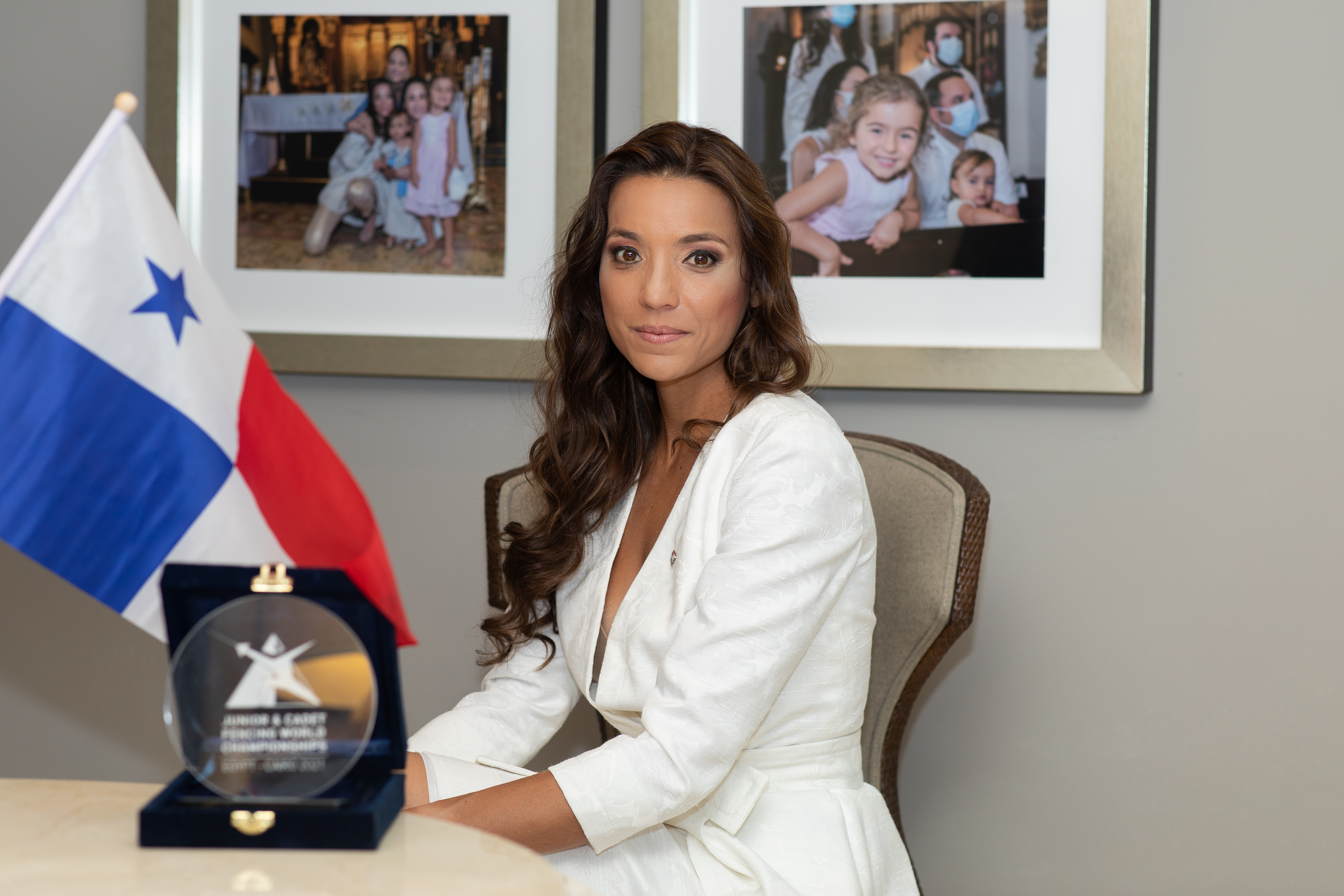
Ana Irene Delgado (2021)

Nach Abschluss ihrer Ausbildung trat Delgado als Partnerin der Panamaer Rechtsanwaltskanzlei Solis, Endara, Delgado & Guevara (SOLENDEG) bei, in der bereits ihr Vater Partner war. Seit 2018 leitet sie als Managing Partnerin das Londoner Büro der Kanzlei und ist dort Leiterin der internationalen Abteilung. 2011 wurde sie zur Botschafterin der Republik Panama im Vereinigten Königreich ernannt. Gleichzeitig diente sie als Botschafterin in Irland und als erste Botschafterin Panamas auch in Island. Während dieser Zeit fungierte sie auch als Ständige Vertreterin Panamas bei der Internationalen Seeschifffahrts-Organisation (IMO) in London und wurde zur Vizepräsidentin der IMO-Versammlung gewählt. In ihrer Funktion als Botschafterin begrüßte sie die panamaische Mannschaft bei den Olympischen Sommerspielen 2012 in London. Im Juli 2014 endete ihre Amtszeit.
Von 2019 bis 2024 war Delgado Abgeordnete der Nationalversammlung von Panama. Hier setzte sie sich unter anderem für die Stärkung von Frauenrechten und die gezielte Förderung des Spitzensports ein. Seit dem 1. Juli 2024 ist Ana Irene Delgado Botschafterin und Ständige Vertreterin Panamas bei der Organisation Amerikanischer Staaten (OAS) in Washington D.C.

## Sportliche Laufbahn
Neben ihrer diplomatischen und juristischen Karriere war Ana Irene Delgado auch aktive Sportlerin. Als Jugendliche gewann sie 1998 die panamaischen Jugendmeisterschaften im Modernen Fünfkampf. Anschließend widmete sie sich dem Fechten. Hier wurde sie 2001 Vizemeisterin bei den nationalen Meisterschaften. 2001 vertrat sie Panama bei den Juegos Bolivarianos in Ecuador und gewann Silber und Bronze im Fechten. Sie vertrat Panama bei verschiedenen weiteren internationalen Spielen, darunter den Panamerikanischen Spielen (Winnipeg 1999, Santo Domingo 2003) und den Zentralamerika- und Karibikspielen (Maracaibo 1998, San Salvador 2002). Für Panama nahm sie auch an den Fechtweltmeisterschaften, zuletzt 2013 in Budapest teil. Anschließend beendete sie ihre aktive Fechtkarriere. Sie ist derzeit Vizepräsidentin des Internationalen Fechtverbandes (FIE) und leitet die FIE-Gruppe für Umwelt und Nachhaltigkeit. Darüber hinaus ist sie Präsidentin des panamaischen Modernen Fünfkampfverbandes und Vizepräsidentin des  Weltdachverbands des Modernen Fünfkampfs (UIPM).